# 上田清司
上田清司（日语：上田 清司、1948年5月15日—）是一位日本政治人物，現擔任日本參議員。2003至2019年任埼玉縣知事。

## 外部連結
- 官方網站（页面存档备份，存于） （日語）